# Choreoathetose
Die Choreoathetose, Kombination von Chorea und Athetose, ist eine neurologische Erkrankung mit einer komplexen Bewegungsstörung der Extremitäten- und Gesichtsmuskulatur.

## Vorkommen
Die Erkrankung findet sich gehäuft beim Lesch-Nyhan-Syndrom und dem Kernikterus, dem Status marmoratus und der fortgeschrittenen Chorea Huntington.
Eine Choreoathetose kann auch als Nebenwirkung bei Psychopharmaka wie Phenytoin und Antibiotika auftreten.

## Im Rahmen von Syndromen
Eine Choreoathetose kann im Rahmen einiger Syndrome mit als Hauptmerkmal auftreten:
- Alakrimie-Choreoathetose-Leberdysfunktion-Syndrom, Synonyme: NGLY1-CDG; NGLY1-Mangel[5]
- ICCA-Syndrom, Synonyme: ICCA-Syndrom; Paroxysmale kinesiogene Dyskinesie mit infantilen Konvulsionen[6]
- Paroxysmale anstrengungsinduzierte Dyskinesie, Synonyme: DYT18; Dystonie 18; PED[7]
- Familiäre paroxysmale kinesiogene Dyskinesie, Synonyme: Familiäre paroxysmale kinesiogene Dyskinesie; PKD, familiäre; Paroxysmale kinesiogene Choreathetose[8]
- Hirn-Lunge-Schilddrüsen-Syndrom
- Paroxysmale dystonische Choreoathetose mit episodischer Ataxie und Spastik, Synonym: Choreoathetose/Spastik, episodisch; DYT9[9]
- Paroxysmale nicht-kinesiogene Dyskinesie, Synonyme: PNKD; Paroxysmale nicht-kinesiogene Choreoathetose[10]